# Paloh Lada
Paloh Lada is een bestuurslaag in het regentschap Aceh Utara van de provincie Atjeh, Indonesië. Paloh Lada telt 5541 inwoners (volkstelling 2010).